# Гамм, Александр Иосифович
Александр Иосифович (Осипович) Гамм (1817—1888) — государственный деятель Российской империи, сенатор, тайный советник.

## Биография
Родился 12 (24) декабря 1817 года. После окончания в 1840 году Училища правоведения, где он был восьмым по успеваемости в 1-м выпуске и выпущен X-м классом, поступил на службу в канцелярию 1-го департамента Правительствующего Сената и вскоре был назначен младшим помощником секретаря.

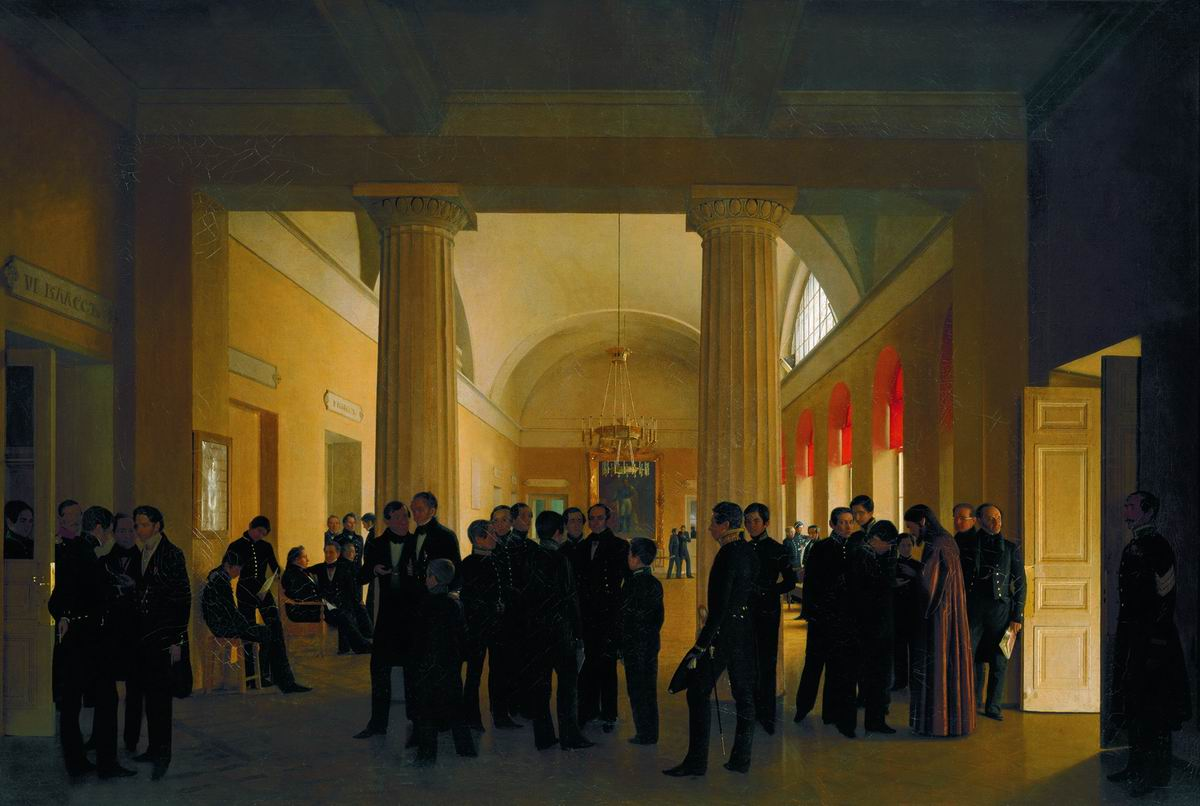
Художник С. К. Зарянко. «Зал училища правоведения с группами учителей и воспитанников». Среди них А. И. Гамм.

В 1841 году назначен старшим помощником секретаря и в октябре того же года командирован в качестве помощника делопроизводителя к председателю следственной комиссии сенатору Кавелину в город Вильно.
В 1842 году определён на должность секретаря Сената, которую занимал до 1847 года, когда был назначен на должность обер-секретаря Второго департамента Сената, а через год перемещен в Четвёртый департамент. 23 декабря 1852 года произведён в статские советники.
В 1858 году переведён в Министерство государственных имуществ Российской империи на должность председателя в попечительном комитете об иностранных поселенцах южного края России.
4 сентября 1861 года произведён в действительные статские советники.
В январе 1866 года причислен к Министерству государственных имуществ Российской империи и 7 декабря того же года назначен членом Санкт-Петербургской судебной палаты.
27 января 1872 года назначен сенатором гражданского кассационного департамента с производством в тайные советники.
Умер 16 (28) мая 1888 года в Санкт-Петербурге и был погребён на Никольском кладбище Александро-Невской лавры.

## Награды
- Орден Святой Анны 2-й степени (1854 год; императорская корона к этому ордену пожалована в 1860 году).
- Орден Святого Станислава 2-й степени с императорской короной (1856 год).
- Орден Святого Владимира 3-й степени (17 апреля 1863 года).
- Орден Святого Станислава 1-й степени (19 ноября 1870 года).
- Орден Святой Анны 1-й степени (1 января 1879 года).
- Орден Святого Владимира 2-й степени (1885 год).

## Семья
Александр Иосифович Гамм 28 ноября 1850 года женился на вдове подполковника Анне Владимировне Ильиной, урождённой Скарятиной, имевшей сына Александра и дочерей Софью, Наталью и Ольгу от предыдущего брака. У нихродились две дочери:
- Хиония (Феония) (5.02.1852 — 13.01.1904), бывшая замужем за известным хирургом, доктором медицины, профессором Военно-медицинской академии Павлом Петровичем Пелехиным (их брак был впоследствии расторгнут); похоронена вместе с отцом на Никольском кладбище.
- Агнесса (Агния) (род. 6.02.1853), бывшая замужем за подполковником Константином Григорьевичем Беляевым.